# 熱郛村
熱郛村（ねっぷむら）は、かつて北海道歌棄郡に存在した村である。

## 沿革
- 1915年（大正4年）4月1日 - 北海道二級町村制施行により歌棄郡熱郛村、作開村の区域を以て熱郛村が発足。
- 1955年（昭和30年）1月15日 - 寿都郡樽岸村（一部）、黒松内村と合併し、寿都郡三和村が発足。同日熱郛村廃止。